# Galatasaray
Galatasaray Spor Kulübü (Galatasaray SK) er en tyrkisk fodboldklub. Klubben blev stiftet i 1905 og er hjemmehørende i Istanbul. Galatasaray er den mest vindende fodboldklub i Tyrkiet, men deres storhedstid ligger helt tilbage i 1990'erne, hvor de blandt andet vandt fire mesterskaber i træk.
Galatasaray har pr. 2024 vundet mesterskabet 24 gange, som er 5 flere end ærkerivalerne Fenerbahçe.
Galatasaray er den første og eneste tyrkiske klub til at kvalificere sig til Champions League-gruppespillet 3 sæsoner i træk. (2012-13, 2013-14, 2014-15 sæsonerne)
Galatasaray er den klub i Tyrkiet som har flest titler i Tyrkiet, men er også det eneste hold fra Tyrkiet som har vundet en Europæisk turnering. Nogle af de bedste europæiske øjeblikke for klubben er således: UEFA Cup og UEFA Super Cup i 2000-01 sæsonen, og 2 kvartfinaler i Champions League turneringen, senest i 2012-2013 sæsonen, hvor de blev slået ud af Real Madrid C.F. De tabte 3-0 på udebane i Santiago Bernabeu, men vandt 3-2 på hjemmebane i Türk Telekom Arena, og blev slået ud med 5-3 samlet.
Galatasaray er den eneste tyrkiske klub, der har vundet en titel i Europa. I år 2000 vandt klubben UEFA-Cuppen efter en finalesejr på 4-1 på straffespark over engelske Arsenal FC, selv om der var vold mellem de to sæt af tilhængere før spillet, Samme år blev de det bedste hold i Europa ved at slå Real Madrid C.F i Super Cuppen med 2-1. I sæsonen 1988-89 spillede holdet sig i semi-finalen ved mesterholdenes klubturnering og i sæsonen 2000-2001 spillede holdet sig i kvartfinalen i Champions League. Galatasaray havde sin bedste tid i 90'erne, hvor det blev til 6 mesterkskaber på 8 år, hvoraf 4 af dem var på stribe; 1996-97, 97-98, 98-99, 99-00. En rekord, der endnu ikke er overgået af et andet tyrkisk hold.
Galatasaray spiller sine hjemmekampe på deres nye stadion Türk Telekom Arena. Dette stadion er åbnet d. 15. januar 2011 og har en kapacitet på 52,695 tilskuere, hvor deres første kamp spillet mod Juventus.
Det gamle stadion, Ali Sami Yen – som nu er revet ned, har haft en stor betydning for Galatasaray. Ali Sami Yen har været vært for mange store klubber. Et stadion, der har haft plads til 25.000 tilskuere. Dette stadion regnedes for at være en af de sværeste baner at spille på for modstanderholdet, hvor det blandt Galatasaray fans også bliver kaldt for helvede med slogan "Welcome to hell". Stifteren af klubben Ali Sami Yen har lagt navn til Stadion.
Klubbens andre professionelle discipliner er basketball, volleyball, svømning, vandpolo, roning og kajak.

## Nuværende trup
Oversigten er opdateret til og med 28 mars 2025
| Nr. | Land      | Position | Spiller                      |
| --- | --------- | -------- | ---------------------------- |
| 1   | Uruguay   | MM       | Fernando Muslera (Anfører)   |
| 4   | Senegal   | FO       | Ismail Jakobs                |
| 5   | Tyrkiet   | MI       | Eyüp Aydın                   |
| 6   | Colombia  | FO       | Davinson Sánchez             |
| 7   | Ungarn    | AN       | Roland Sallai (vice-captain) |
| 8   | Tyskland  | MI       | Kerem Demirbay               |
| 9   | Argentina | AN       | Mauro Icardi (3rd captain)   |
| 10  | Belgien   | AN       | Dries Mertens                |
| 11  | Tyrkiet   | AN       | Yunus Akgün                  |
| 17  | Tyrkiet   | FO       | Eren Elmali                  |
| 18  | Tyrkiet   | MI       | Berkan Kutlu                 |
| 19  | Tyrkiet   | MM       | Günay Güvenç                 |
| 20  | Brasilien | MI       | Gabriel Sara                 |
| 21  | Tyrkiet   | AN       | Ahmed Kutlucu                |
| 23  | Tyrkiet   | FO       | Kaan Ayhan                   |
| 24  | Danmark   | FO       | Elias Jelert                 |

| Nr. | Land       | Position | Spiller               |
| --- | ---------- | -------- | --------------------- |
| 26  | Colombia   | FO       | Carlos Cuesta         |
| 29  | Polen      | FO       | Przemyslaw Frankowski |
| 30  | Australien | AN       | Yusuf Demir           |
| 38  | Tyrkiet    | MM       | Atakan Ordu           |
| 33  | Tyrkiet    | MI       | Gökdeniz Gürpüz       |
| 34  | Uruguay    | MI       | Lucas Torreira        |
| 42  | Tyrkiet    | FO       | Abdülkerim Bardakcı   |
| 45  | Niger      | AN       | Victor Osimhen        |
| 50  | Tyrkiet    | MM       | Jankat Yılmaz         |
| 53  | Tyrkiet    | MI       | Barış Yılmaz          |
| 77  | Spanien    | AN       | Álvaro Morata         |
| 83  | Tyrkiet    | MI       | Efe Akman             |
| 90  | Tyrkiet    | FO       | Metehan Baltaci       |
| 99  | Gabon      | MI       | Mario Lemina          |